# I signori di Garth
I signori di Garth (The Uplift War) è un romanzo di fantascienza del 1987 scritto da David Brin. Ha vinto il premio Hugo nel 1988.
Il libro rappresenta il terzo capitolo di sei complessivi del "ciclo delle cinque galassie" (preceduto da Le maree di Kithrup e seguito da Il pianeta proibito).

## Trama
I protagonisti di questo capitolo del Ciclo delle Cinque Galassie sono i neo-scimpanzé ( o chim), al contrario del precedente capitolo dove i veri e propri protagonisti sono l'altra razza cliente dei patroni umani (o Wolfling come vengono chiamati da alcune delle altre razze senzienti).
I Gubru, razza avicola, decidono di attaccare il pianeta Garth, affidato agli umani dopo un olocausto ecologico perpetrato qualche migliaio di anni prima, per usare come ostaggio la popolazione del pianeta in cambio di informazioni circa la scoperta effettuata dalla nave Streaker, di cui tratta il capitolo precedente del ciclo Le maree di Kithrup. L'invasione scatena la reazione della popolazione che in un susseguirsi di colpi di scena si trova quasi sul punto di essere "elevata" al rango di sofonte salvo poi vedere la scena rubata dai 'rilla, i gorilla che su Garth compivano i primi passi verso l'elevazione.

## Edizioni
- David Brin, I signori di Garth, Nord, 1988,  pp. 622, ISBN 8842903884.